# Carina Larsson
Carina Karlsson, gift Larsson, född 11 september 1963, är en före detta professionell tennisspelare från Sverige. Hon gick under smeknamnet "Kid Carina".

## Biografi
Karlsson är mest känd för att vara den första kvinnan som nådde en kvartsfinal i Wimbledon genom kval, vilket hon gjorde 1984. Hon var då rankad 180 i världen. Hon började Wimbledon-turneringen med vinster över Anne White och Christiane Jolissaint och slog sedan före detta Wimbledon-vinnaren och hemmafavoriten Virginia Wade i den tredje omgången med 11-9 i avgörande set. I fjärde omgången vann hon mot 15e-seedade Andrea Temesvári och kom till kvartsfinal där hon förlorade i två raka set mot Chris Evert-Lloyd, som senare blev tvåa i turneringen. Carina Larsson lämnade Wimbledon 115.000 kr rikare.
Efter hennes Wimbledon-äventyr rankades hon som 59:a i världen och hon nådde som bäst en ranking som 42:a under följande år. Hon förlorade i finalen mot Katerina Maleeva år 1985 Hewlett-Packard Trophy i Hilversum, men då hade formkurvan började plana ut. Hennes förlorade formkurva hänvisades till problem med ögonen och 1987 började hon tävla med glasögon. Hon blev bland de 16 bästa i Franska öppna 1987, men avslutade sin professionella tenniskarriär i slutet av samma år.
Hon har deltagit i totalt sju Fed Cup-omgångar för Sverige och har vunnit 5 SM-guld, varav ett i singel.
Efter karriären utbildade hon sig till jurist. Hon har suttit i styrelsen för Svenska tennisförbundet i sex år. Hon bor (2014) i Ystad och driver ett gym tillsammans med sin make.
2024 kom radiodokumentären Kid Carina – den svenska sensationen i Wimbledon.

## WTA Tour-finaler

### Singel (0-1)
| Resultat | Datum          | Turnering                | Tier    | Underlag | Motståndare      | Poäng    |
| -------- | -------------- | ------------------------ | ------- | -------- | ---------------- | -------- |
| Förlust  | November, 1985 | Hilversum, Nederländerna | $75,000 | Matta    | Katerina Maleeva | 3–6, 2–6 |

### Dubbel (0-1)
| Resultat | Datum         | Turnering               | Tier     | Underlag | Partner             | Motståndare                 | Poäng    |
| -------- | ------------- | ----------------------- | -------- | -------- | ------------------- | --------------------------- | -------- |
| Förlust  | Oktober, 1985 | Stuttgart, Västtyskland | $175,000 | Matta    | Tine Scheuer-Larsen | Pam Shriver Hana Mandlíková | 2–6, 1–6 |